# سفارة اليابان في قبرص
سفارة اليابان في قبرص هي أرفع تمثيل دبلوماسي لدولة اليابان لدى قبرص. تقع السفارة في نيقوسيا وهي تهدف لتعزيز المصالح اليابانية في قبرص.

## وصلات خارجية
- قائمة سفارات اليابان
- قائمة السفارات في قبرص